# Canterrane
Pour commune d'Italie, voir Cantarana.
La Canterrane (en catalan et parfois en français Cantarana ou Canta-rana) est un cours d'eau de l'Est des Pyrénées, dans le département français des Pyrénées-Orientales.

## Géographie

### Description
La Canterrane prend sa source à Calmeilles, dans le massif des Aspres. Elle est un affluent, par la rive gauche, du Réart dans lequel elle se jette près Pollestres. Sa longueur est de 28 km.

## Hydrographie
La Cantarana reçoit quelques affluents, tous en rive gauche, qui sont, d'amont en aval :
- le ruisseau de Calmeilles ;
- le correc de Romegos ;
- la riera de Fontcoberta ;
- l'agulla de Pugeraut ;
- l'agulla de l'estany de Jobert ;
- l'agulla de l'estany.

## Toponymie
Le nom de la rivière provient du latin canta (« chante ») et rana (« grenouille »). Il désigne un lieu où vivent de nombreuses grenouilles. Ce même nom est donné à d'autres zones humides de langue occitane ou catalane, puis par extension aux rivières qui y passent. Le Molí de Cantarana est mentionné dans un texte de 1357.

## Littérature et légendes
Selon la légende, la cité de Mirmanda se dresse sur la rive droite de la Canterrane, près de Terrats. Invisible au commun des mortels, elle abriterait de nombreuses fées (encantades).
Au XIXe siècle, l'existence de la cité disparue est considérée comme véridique par François Jaubert de Passa qui écrit, en 1847 :

« La ville celtique de Mirmande, qui a laissé une si grande renommée, était entre Montauriol et Serrat, au sud-ouest de Thuyr. »

Mirmanda est réputée très ancienne. Jacint Verdaguer, dans son poème épique Canigó (1886), écrit en catalan : 
« Quant Barcelona era un prat

ja Mirmanda era ciutat »
soit : 
Quand Barcelone était un pré

Déjà Mirmande était une cité.